# 瀬谷幸男
瀬谷 幸男（せや ゆきお、1942年 - ）は、中世ラテン文学・中世英文学の研究者。

## 人物・来歴
福島県生まれ。1964年慶應義塾大学文学部英文科卒、68年同大学院修士課程修了。79-80年オックスフォード大学留学。武蔵大学、慶應義塾大学各兼任講師、北里大学教授。2007年定年退職。

## 翻訳・著作
- ジョイ・パーキンソン著『英和対訳　医療の実例英会話』（共訳）南雲堂フェニックス 1992
- ジョイ・パーキンソン著『英和対訳　医学・医療の決まり文句』（共訳）南雲堂フェニックス 1993
- アンドレーアース・カペルラーヌス『宮廷風恋愛について ヨーロッパ中世の恋愛指南書』南雲堂1993
- S.カンドウ『羅和字典　限定復刻版』南雲堂フェニックス 1995 ※監修・解説を担当
- 『完訳ケンブリッジ歌謡集 中世ラテン詞華集』南雲堂フェニックス 1997
- 『医療・看護・歯科英語基本用語用例集』（共著）南雲堂フェニックス 1997
- Symposia第十部門「中世・ルネサンス文学におけるOvidの受容と変換」（日本英文学会第68回大会報告）岡 三郎、沓掛 良彦、瀬谷 幸男、玉泉 八州男、『英文学研究』第73巻2号 p.442―444、研究社 1997
- ロタリオ・デイ・セニ『人間の悲惨な境遇について』南雲堂フェニックス 1999
- 「中世ラテン詩集―遍歴学僧の詞華集」週刊朝日百科　世界の文学54号『聖書 グレゴリオ聖歌・・・』（共著）p.1―117、朝日新聞出版　2000
- [ギョーム・ド・ロリス, ジャン・ド・マン]　ジェフリー・チョーサー英訳『薔薇物語 中世英語版』南雲堂フェニックス 2001
- ガルテールス・デ・カステリオーネ『アレクサンドロス大王の歌 中世ラテン叙事詩』南雲堂フェニックス 2005
- ウォルター・マップ, テオフラストゥス, 聖ヒエロニムス『ジャンキンの悪妻の書 中世のアンティフェミニズム文学伝統』南雲堂フェニックス 2006
- 『薬学英語基本用語用例集』（共著）南雲堂フェニックス 2006
- ジェフリー・オヴ・モンマス『ブリタニア列王史 アーサー王ロマンス原拠の書』南雲堂フェニックス 2007／ちくま学芸文庫 2025
- 『放浪学僧の歌 中世ラテン俗謡集』南雲堂フェニックス 2009
- ジェフリー・オヴ・モンマス『マーリンの生涯 中世ラテン叙事詩』南雲堂フェニックス 2009
- ピーター・ドロンケ『中世ラテンとヨーロッパ恋愛抒情詩の起源』監訳 和治元義博訳　論創社　2012
- ウォルター・マップ『宮廷人の閑話 中世ラテン綺譚集』論創社 2014
- 『シチリア派恋愛抒情詩選 中世イタリア詞華集』狩野晃一共訳　論創社 2015
- 『アーサーの甥ガウェインの成長記 中世ラテン騎士物語』論創社 2016
- 『完訳　中世イタリア民間説話集』狩野晃一共訳　論創社　2016
- ジョヴァンニ・ボッカッチョ『名婦列伝』論創社  2017
- 『カンブリア王メリアドクスの物語 中世ラテン騎士物語』論創社　2019
- 伝ネンニウス『ブリトン人の歴史　中世ラテン年代記』論創社　2019
- ウィリアム・オヴ・レンヌ『ブリタニア列王の事績　中世ラテン叙事詩』論創社　2020
- ジェフリー・チョーサー『カンタベリ物語（共同新訳版）』悠書館　2021
- 聖ヒエロニュムス『著名者列伝　初期教父ラテン伝記集』論創社　2021
- 『チョーサー巡礼　古典の遺産と中世の新しい息吹きに導かれて』（共著）悠書館 2022(pp.155-186「中世ラテン文学とジェフリー・チョーサー」の項を執筆）

- 『ゴリアール派中世ラテン詩歌集』（編・訳）松田章正（訳）論創社　2025

## 参考
- http://bookweb.kinokuniya.co.jp/htm/4888964203.html
- 瀬谷幸男 - J-GLOBAL